# متیل‌استرنولون
متیل‌استرنولون (به انگلیسی: Methylestrenolone) با فرمول شیمیایی C۱۹H۲۸O۲ یک ترکیب شیمیایی با شناسه پاب‌کم ۵۲۸۴۵۹۷ است. که جرم مولی آن ۲۸۸٫۴۲ g/mol می‌باشد. 